# ŁKS Łódź
Le ŁKS Łódź est un club omnisports polonais.

## Sections
- Football : Voir article ŁKS Łódź (football)
- Basket-ball : Voir articles ŁKS Łódź (basket-ball) et ŁKS Łódź (basket-ball féminin)